# (8559) 1995 QM2
1995 كيو أم 2 (ويعرف أيضًا باسم (8559) 1995 كيو أم 2 وفق تسمية الكوكب الصغير) (بالإنجليزية: 1995 QM2)‏ هو كويكب ضمن حزام الكويكبات؛ وترتيبه 8559 من حيث الاكتشاف.
اكتُشف هذا الجُرم الفلكي بواسطة تاكيشي أوراتا ‏ في 25 أغسطس 1995.

## وصلات خارجية
- (8559) 1995 QM2 في قاعدة بيانات مختبر الدفع النفاث لأجرام النظام الشمسي الصغيرة

- الاكتشاف · مخطط المدار ·  العناصر المدارية · المعلمات المادية

- (8559) 1995 QM2 على موقع ويكي سكاي: DSS2, SDSS, GALEX, IRAS, Hydrogen α, X-Ray, Astrophoto, Sky Map, Articles and images